# Zoraida horishana
Zoraida horishana är en insektsart som beskrevs av Matsumura 1914. Zoraida horishana ingår i släktet Zoraida och familjen Derbidae. Inga underarter finns listade i Catalogue of Life.